# Ochthera margarita
Ochthera margarita är en tvåvingeart som beskrevs av Cresson 1932. Ochthera margarita ingår i släktet Ochthera och familjen vattenflugor. Inga underarter finns listade i Catalogue of Life.